# Декейтер (Алабама)
Декейтер (до 1826 року — Родс-Феррі; англ. Decatur) — місто (англ. city) в США, в округах Морган і Лаймстоун штату Алабама.  центр округу Морган. Населення — 57 938 осіб (2020).

## Історія

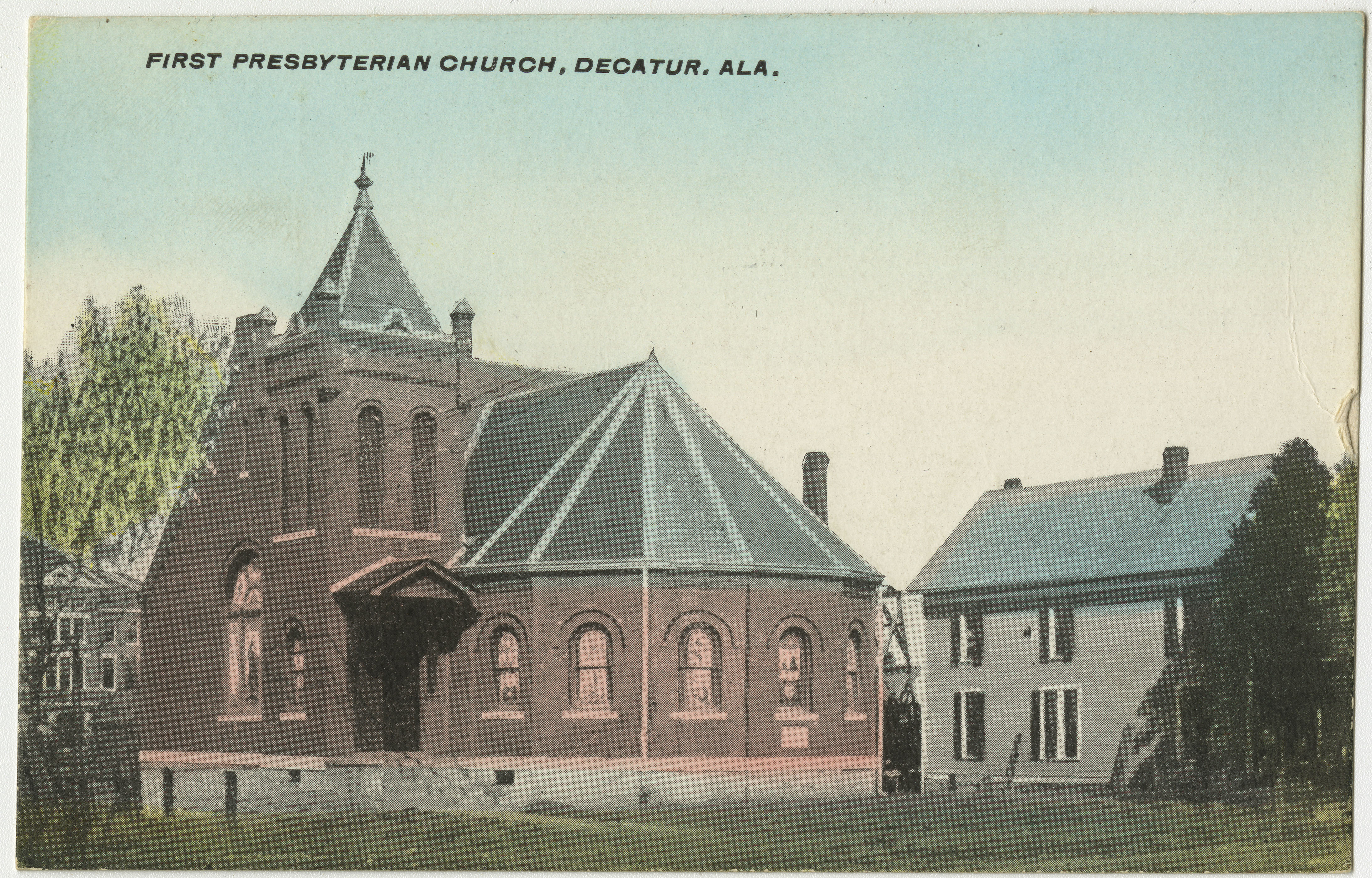
Перша пресвітеріанська церква в Декейтері

Засноване в 1820 році під назвою Родс-Феррі (Rhodes Ferry). Статус міста з 1826 року.
У 1832 році в Декейтері відкрита станція першої залізниці в штаті. Під час Громадянської війни місто було майже повністю зруйноване. У 1932 році Декейтер поглинув сусіднє місто Олбані. Розвиток міста у XX столітті багато в чому пов'язаний з енергетичними проектами Керування ресурсами басейну Теннессі (Tennessee Valley Authority).
Назване на честь американського морського офіцера Стівена Декейтера (1779—1820).

## Географія
Декейтер розташований на південному березі річки File: Port of Decatur.jpg і водосховища Вілер за координатами 34°34′23″ пн. ш. 86°59′30″ зх. д. / 34.57306° пн. ш. 86.99167° зх. д. (34.573039, -86.991684).  За даними Бюро перепису населення США в 2010 році місто мало площу 156,62 км², з яких 139,01 км² — суходіл та 17,61 км² — водойми.

### Клімат
| Клімат : Декейтер                       | Клімат : Декейтер | Клімат : Декейтер | Клімат : Декейтер | Клімат : Декейтер | Клімат : Декейтер | Клімат : Декейтер | Клімат : Декейтер | Клімат : Декейтер | Клімат : Декейтер | Клімат : Декейтер | Клімат : Декейтер | Клімат : Декейтер | Клімат : Декейтер |
| Показник                                | Січ.              | Лют.              | Бер.              | Квіт.             | Трав.             | Черв.             | Лип.              | Серп.             | Вер.              | Жовт.             | Лист.             | Груд.             | Рік               |
| Абсолютний максимум, °C                 | 25,6              | 27,8              | 30,6              | 34,4              | 37,2              | 40,6              | 42,2              | 42,2              | 40,6              | 36,1              | 30,0              | 26,7              | 42,2              |
| Середній максимум, °C                   | 10,1              | 12,6              | 17,7              | 22,6              | 26,9              | 30,8              | 32,4              | 32,4              | 29,1              | 23,2              | 17,2              | 11,5              | 22,3              |
| Середній мінімум, °C                    | −0,6              | 1,2               | 4,9               | 9,3               | 14,6              | 18,7              | 20,4              | 19,7              | 15,7              | 9,2               | 4,3               | 0,9               | 9,9               |
| Абсолютний мінімум, °C                  | −28,3             | −20               | −13,9             | −6,7              | 1,7               | 5,6               | 10,6              | 10,0              | 2,2               | −4,4              | −17,8             | −20,6             | −28,3             |
| Норма опадів, мм                        | 118               | 121               | 124               | 115               | 113               | 114               | 116               | 90                | 91                | 88                | 122               | 144               | 1356              |
| --------------------------------------- | ----------------- | ----------------- | ----------------- | ----------------- | ----------------- | ----------------- | ----------------- | ----------------- | ----------------- | ----------------- | ----------------- | ----------------- | ----------------- |
| Джерело: The Weather Channel (extremes) |                   |                   |                   |                   |                   |                   |                   |                   |                   |                   |                   |                   |                   |

## Економіка
Металообробна, текстильна та харчова промисловість, виробництво кондиціонерів. На Теннессі — річковий порт. У передмісті — атомна електростанція Браунсферрі.

## Наука
У Декейтері розташована обсерваторія Емеральд-Лейн. 3 вересня 2000 року там був відкритий астероїд 34351 Декейтер, названий на честь міста.

## Демографія
Згідно з переписом 2010 року, у місті мешкали 55 683 особи в 22 576 домогосподарствах у складі 14 918 родин. Густота населення становила 356 осіб/км².  Було 24538 помешкань (157/км²).
Расовий склад населення:
| - 66,5 % — білих - 21,7 % — чорних або афроамериканців - 0,9 % — азіатів - 0,7 % — корінних американців - 0,1 % — вихідців з тихоокеанських островів - 7,9 % — осіб інших рас |

До двох чи більше рас належало 2,2 %. Частка іспаномовних становила 12,4 % від усіх жителів.
За віковим діапазоном населення розподілялося таким чином: 24,1 % — особи молодші 18 років, 61,4 % — особи у віці 18—64 років, 14,5 % — особи у віці 65 років та старші. Медіана віку мешканця становила 37,9 року. На 100 осіб жіночої статі у місті припадало 92,7 чоловіків;  на 100 жінок у віці від 18 років та старших — 90,6 чоловіків також старших 18 років.
Середній дохід на одне домашнє господарство  становив 58 142 долари США (медіана — 41 496), а середній дохід на одну сім'ю — 70 741 долар (медіана — 54 297). Медіана доходів становила 42 272 долари для чоловіків та 30 928 доларів для жінок. За межею бідності перебувало 21,2 % осіб, у тому числі 35,7 % дітей у віці до 18 років та 8,7 % осіб у віці 65 років та старших.
Цивільне працевлаштоване населення становило 24 083 особи. Основні галузі зайнятості: виробництво — 19,3 %, освіта, охорона здоров'я та соціальна допомога — 18,4 %, роздрібна торгівля — 14,9 %.

## Відомі уродженці
- Мей Керол Джемісон — лікарка і колишня астронавтка НАСА. Вона стала першою афроамериканкою, яка здійснила політ в космос, відправившись на орбіту на борту шаттла STS-47 «Індевор» у вересні 1992 року.
- Лукас Блек — кіноактор, найбільш відомий за роллю Шона Босуела у фільмі «Потрійний форсаж: Токійський дрифт».

## Галерея

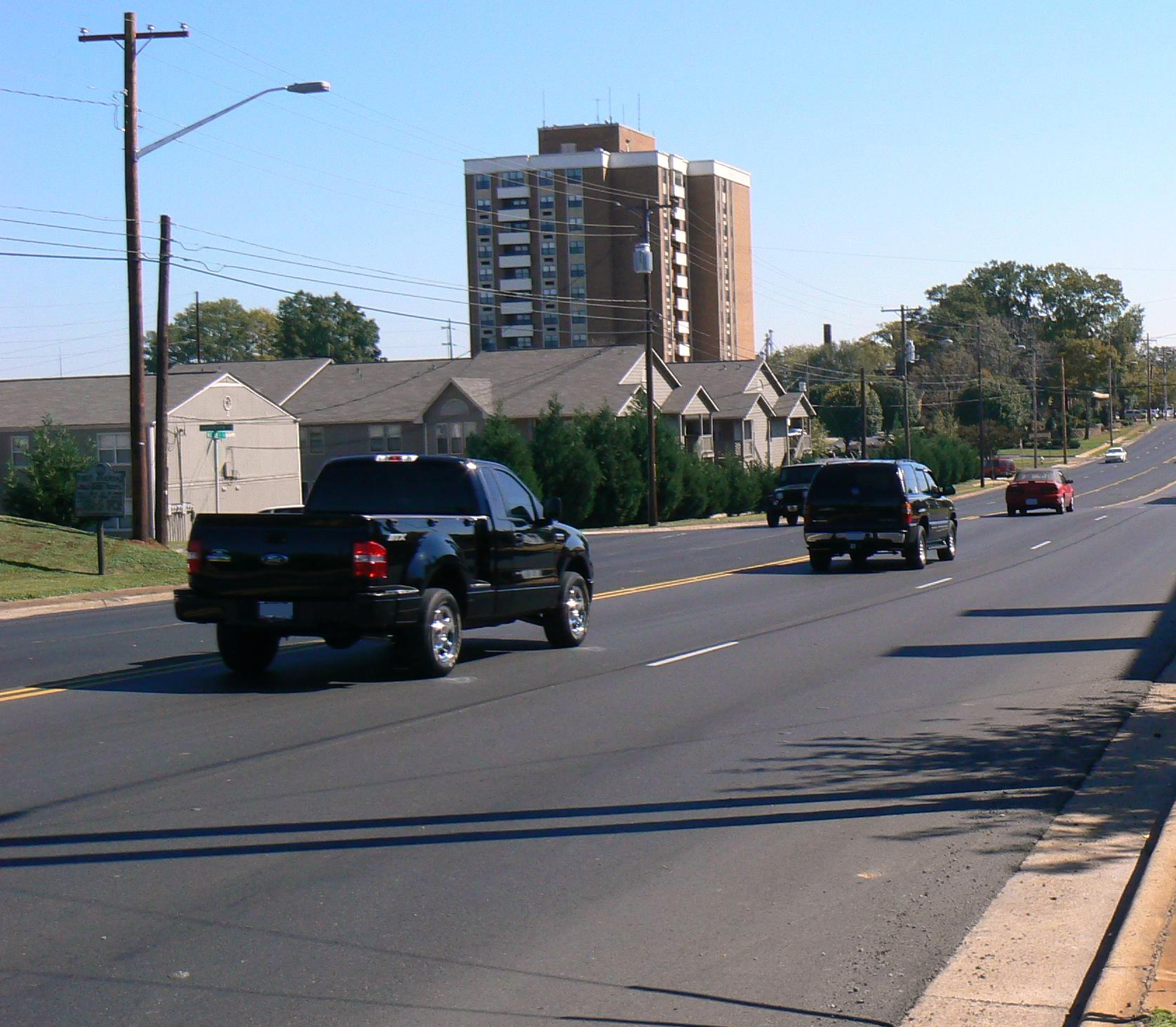
Дорога Alabama State Route 20 в Декейтері
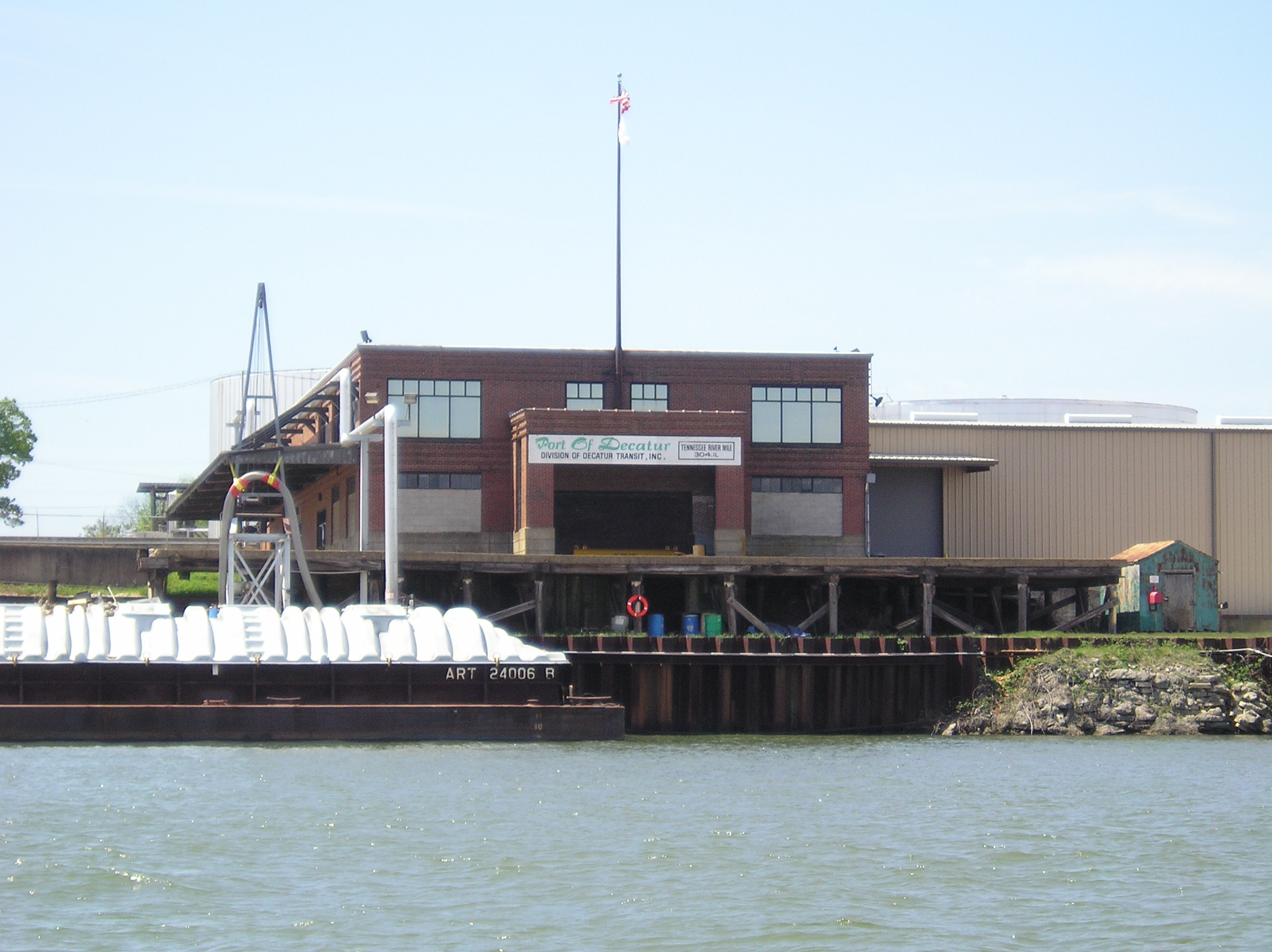
Річковий порт
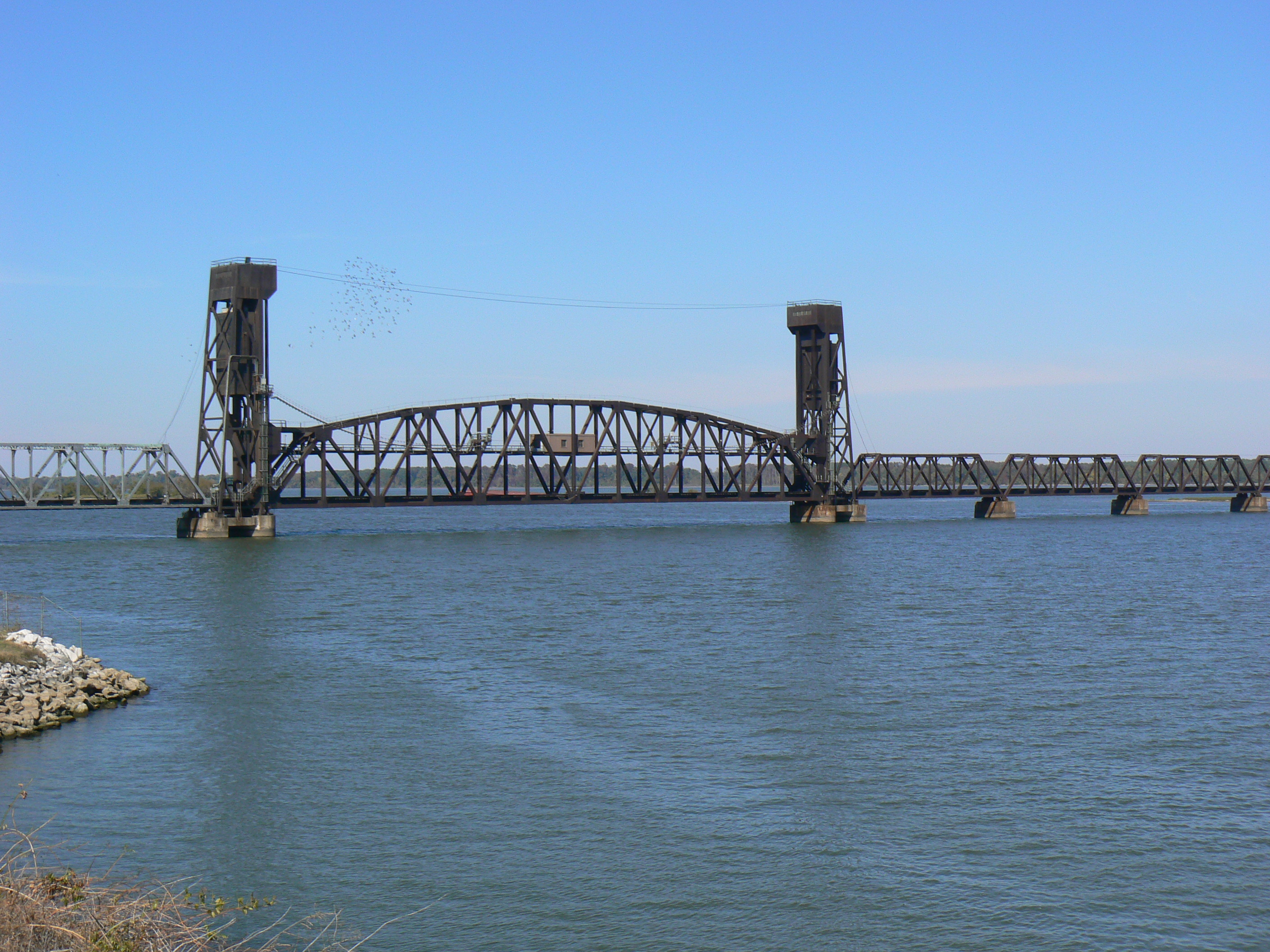
Міст Норфолцької південної залізниці
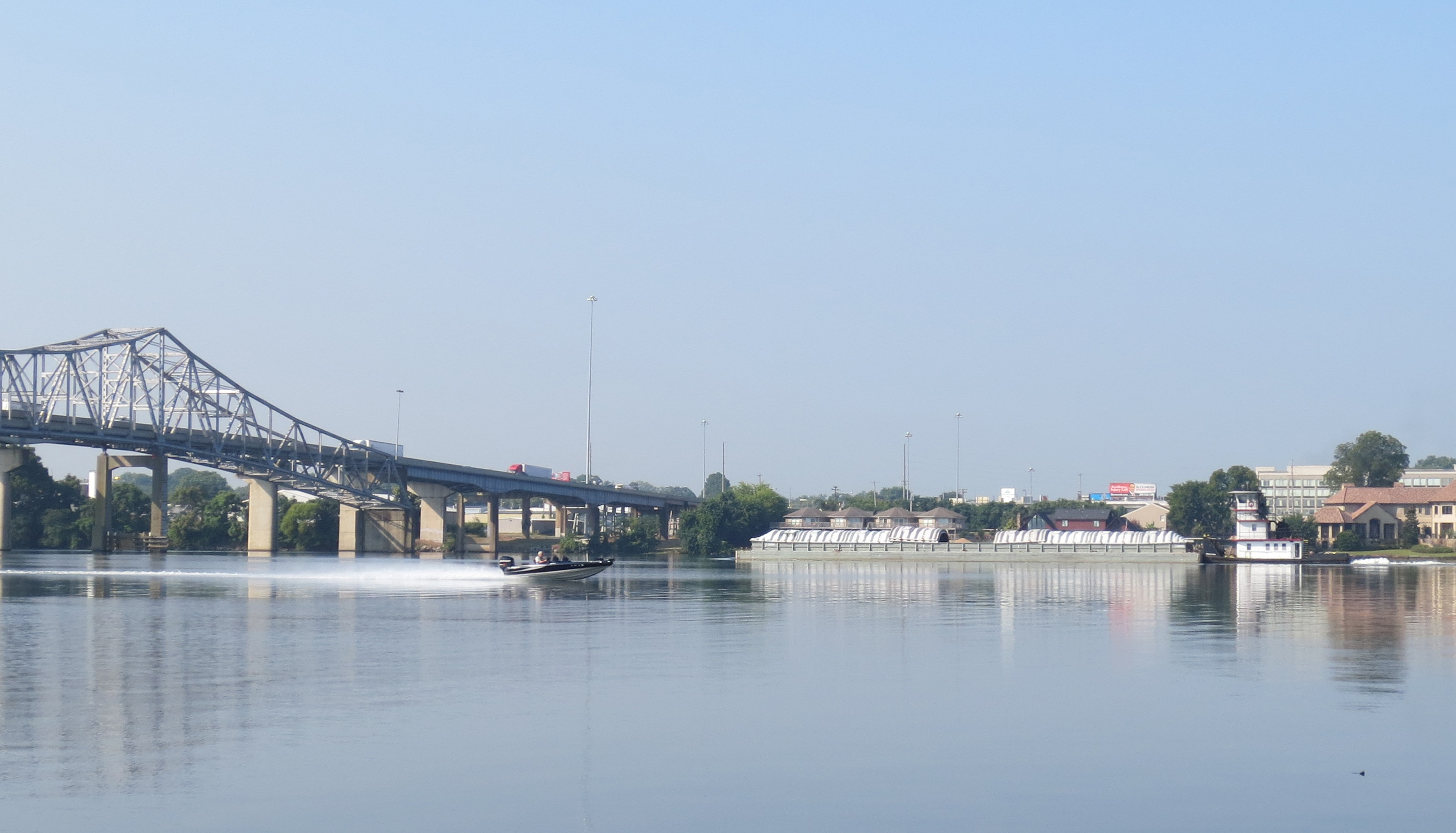
Вид з північної сторони річки
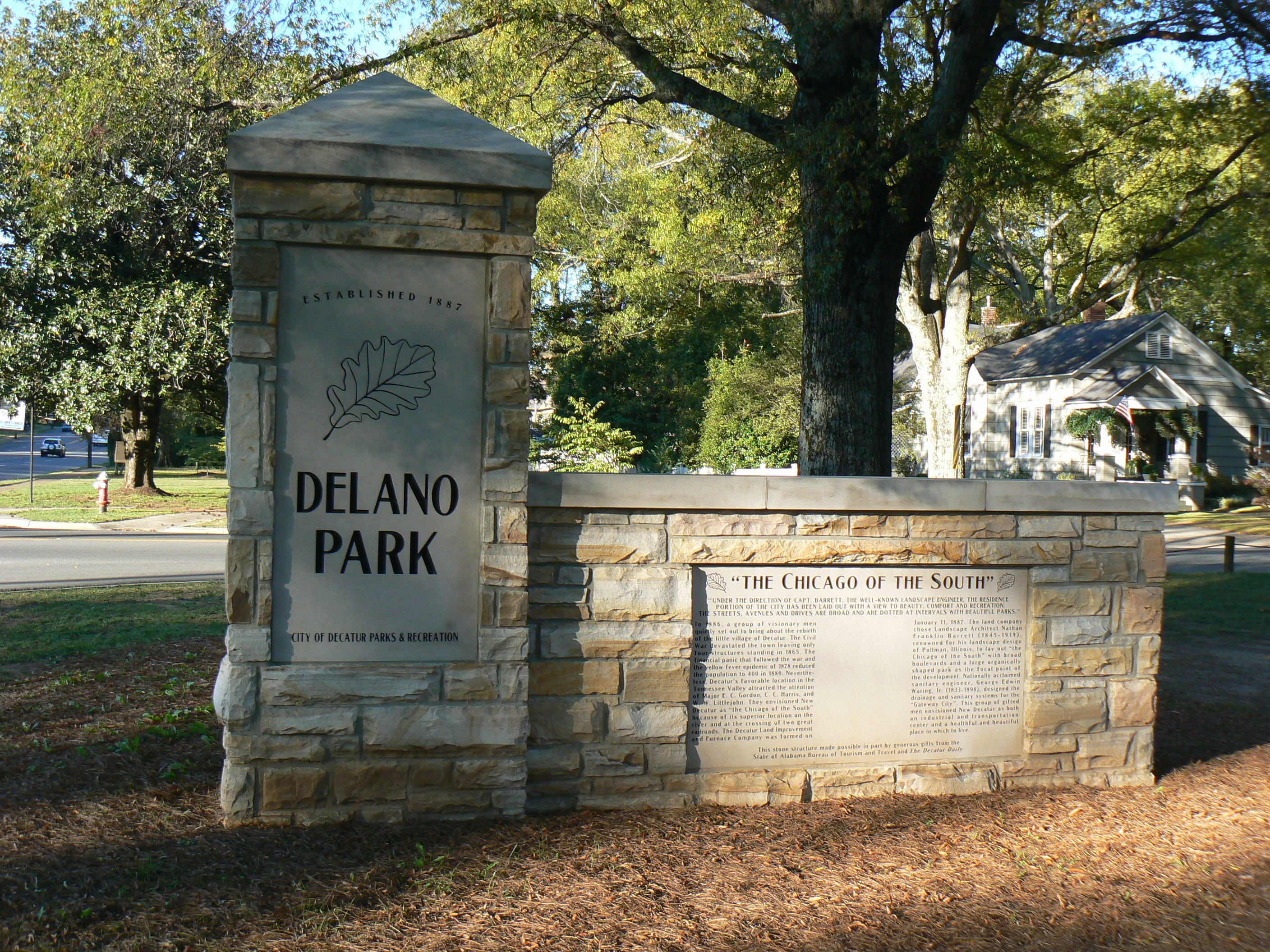
Парк Делано
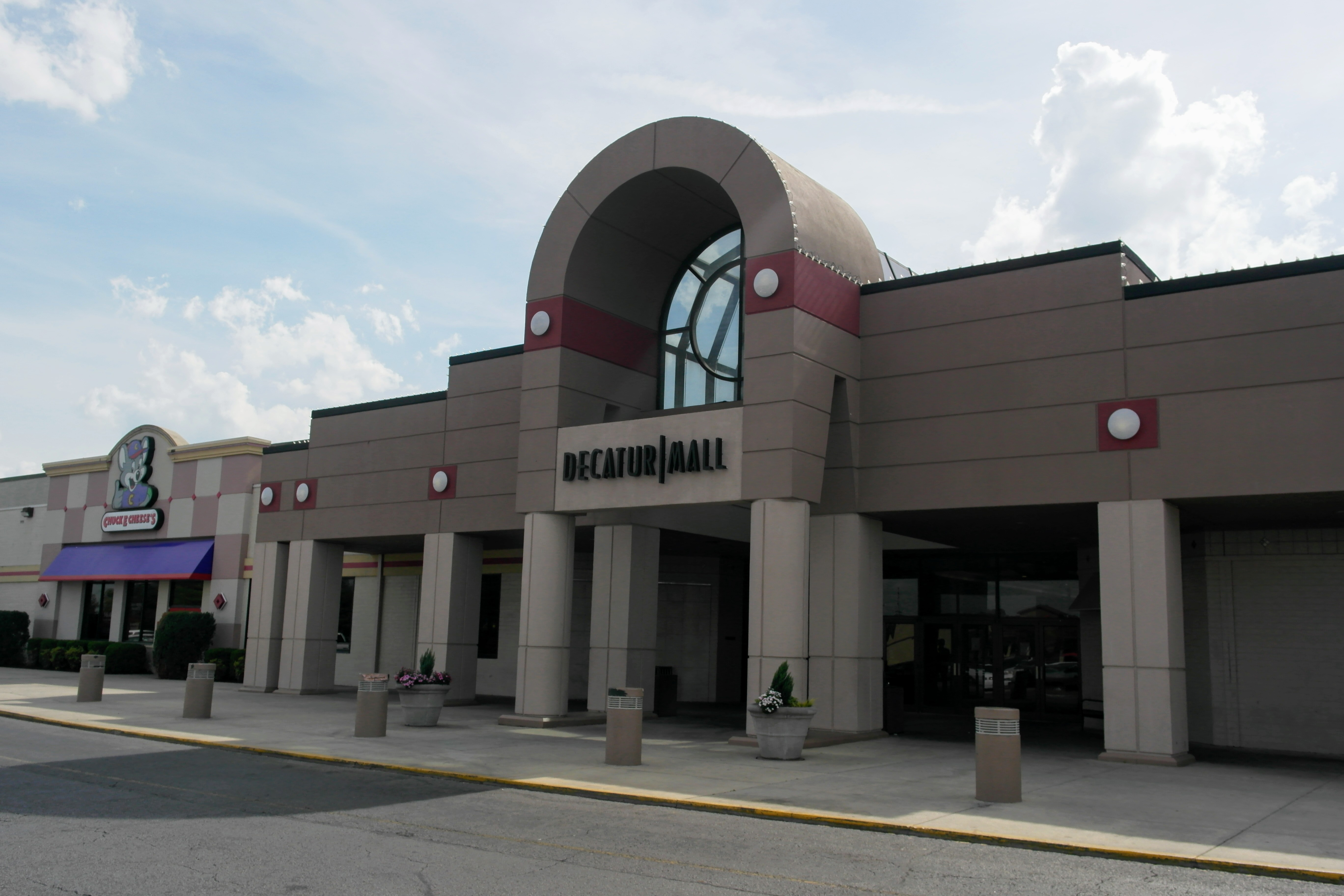
Торгівельний центр